# Епархия Корнелиу-Прокопиу
Епархия Корнелиу-Прокопиу (лат. Dioecesis Procopiensis) — епархия Римско-Католической церкви с центром в городе Корнелиу-Прокопиу, Бразилия. Епархия Корнелиу-Прокопиу входит в митрополию Лондрины. Кафедральным собором епархии Корнелиу-Прокопиу является церковь Христа Царя. 

## История
26 марта 1973 года Римский папа Павел VI издал буллу «Votis et precibus», которой учредил епархию Корнелиу-Прокопиу, выделив её из епархий Лондрины и Жакарезинью. Первоначально епархия Корнелиу-Прокопиу входила в митрополию Куритибы.
31 октября 1970 года епархия Корнелиу-Прокопиу вошла в митрополию Лондрины.

## Ординарии епархии
- епископ José Joaquim Gonçalves (1973—1979)
- епископ Domingos Gabriel Wisniewski (1979—1983)
- епископ Getúlio Teixeira Guimarães (1984 — 26.03.2014)
- епископ Manoel João Francisco (с 26.03.2014)

## Источник
- Annuario Pontificio, Ватикан, 2007